# Свон-Лейк (Монтана)
Свон-Лейк (англ. Swan Lake) — переписна місцевість (CDP) в США, в окрузі Лейк штату Монтана. Населення — 102 особи (2020).

## Географія
Свон-Лейк розташований за координатами 47°56′10″ пн. ш. 113°47′59″ зх. д. / 47.93611° пн. ш. 113.79972° зх. д. (47.936103, -113.799720).  За даними Бюро перепису населення США в 2010 році переписна місцевість мала площу 19,70 км², уся площа — суходіл.

## Демографія
Згідно з переписом 2010 року, у переписній місцевості мешкало 113 осіб у 57 домогосподарствах у складі 37 родин. Густота населення становила 6 осіб/км².  Було 181 помешкання (9/км²).
Расовий склад населення:
| - 97,3 % — білих - 0,9 % — корінних американців |

До двох чи більше рас належало 1,8 %. Частка іспаномовних становила 1,8 % від усіх жителів.
За віковим діапазоном населення розподілялося таким чином: 13,3 % — особи молодші 18 років, 55,7 % — особи у віці 18—64 років, 31,0 % — особи у віці 65 років та старші. Медіана віку мешканця становила 53,3 року. На 100 осіб жіночої статі у переписній місцевості припадало 98,2 чоловіків;  на 100 жінок у віці від 18 років та старших — 100,0 чоловіків також старших 18 років.
Середній дохід на одне домашнє господарство  становив 63 047 доларів США (медіана — 53 750), а середній дохід на одну сім'ю — 75 984 долари (медіана — 64 375). За межею бідності перебувало 13,2 % осіб, у тому числі 0,0 % дітей у віці до 18 років та 4,8 % осіб у віці 65 років та старших.
Цивільне працевлаштоване населення становило 52 особи. Основні галузі зайнятості: сільське господарство, лісництво, риболовля — 25,0 %, мистецтво, розваги та відпочинок — 19,2 %, освіта, охорона здоров'я та соціальна допомога — 13,5 %, виробництво — 9,6 %.